# Theodor Kittelsen

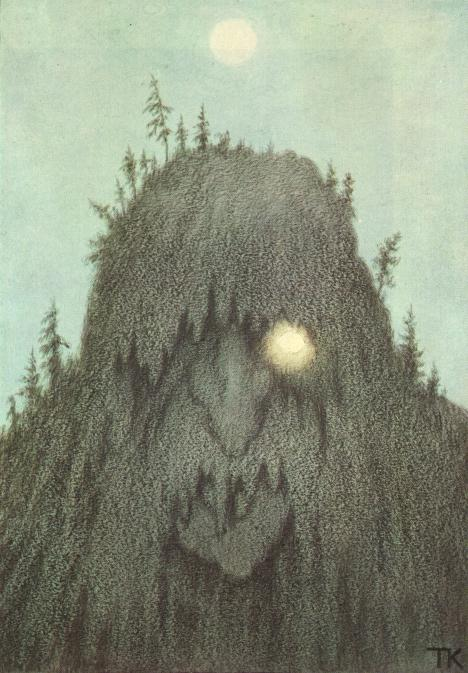
Skogtroll 1906

Theodor Severin Kittelsen, född 27 april 1857 i Kragerø i Norge, död 21 januari 1914 i Jeløya, Moss, var en norsk konstnär som främst är känd för sina målningar av norsk natur samt sagoväsen. 

## Biografi
Theodor Kittelsen föddes i ett propert borgarhem i Kragerø som det andra av sammanlagt åtta barn till Johannes Kittelsen (1817–68) och Guriane Olsdatter Larsen (1828–79). Fadern arbetade som köpman, men när denne senare avled blev familjens ekonomi kraftigt försämrad. Den faderlöse pojken, med huvudet fullt av drömmar, tvingades nu lämna hemmet för att utbilda sig.
I sin ungdom studerade Theodor Kittelsen urmakeri och konst, och han hittade sin talang snabbt inom det senare. 1874 åkte Kittelsen till Oslo för att bli konstnär, där han studerade flitigt hos olika lärare. 
Vistelsen kom att vara i två år, och 1876 åkte han till München där han arbetade på olika tidningar. Han började där studera vid den kungliga konstakademien med Wilhelm Lindenschmit den yngre och Ludwig von Löfftz som lärare. I München mötte han kollegor som Erik Werenskiold, Eilif Peterssen, Gerhard Munthe, Wilhelm Peters, Skredsvig, Harriet Backer och Kitty Kielland.
Som konstnär debuterade han som realist med verk som målningen Strejk (1879), men när han återvände till Norge började han använda naturen som inspiration, och illustrerade många norska folksagor. 
Senare började Theodor Kittelsen även skriva text till sina bilder och skrev ett antal sagor. Ett av hans mer kända verk är en samling teckningar med temat pesten, som år 1349 slog ut två tredjedelar av Norges befolkning. Den heter Svartedauen och utkom år 1900.
I Norge är han hyllad som en nationalkonstnär, men han är knappt känd utanför Skandinavien. Kittelsen är representerad vid bland annat Göteborgs konstmuseum.
Det norska black metal-projektet Burzum har Theodor Kittelsens "Op under fjeldet toner en lur" som omslag, och ett flertal andra bilder i inlagan på skivan.

## Fotogalleri

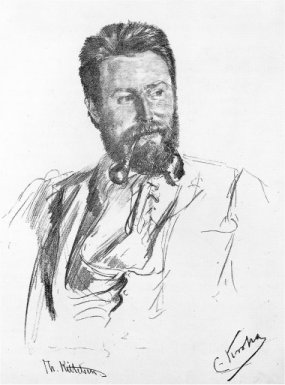
Theodor Kittelsen, porträtt av Christian Krohg
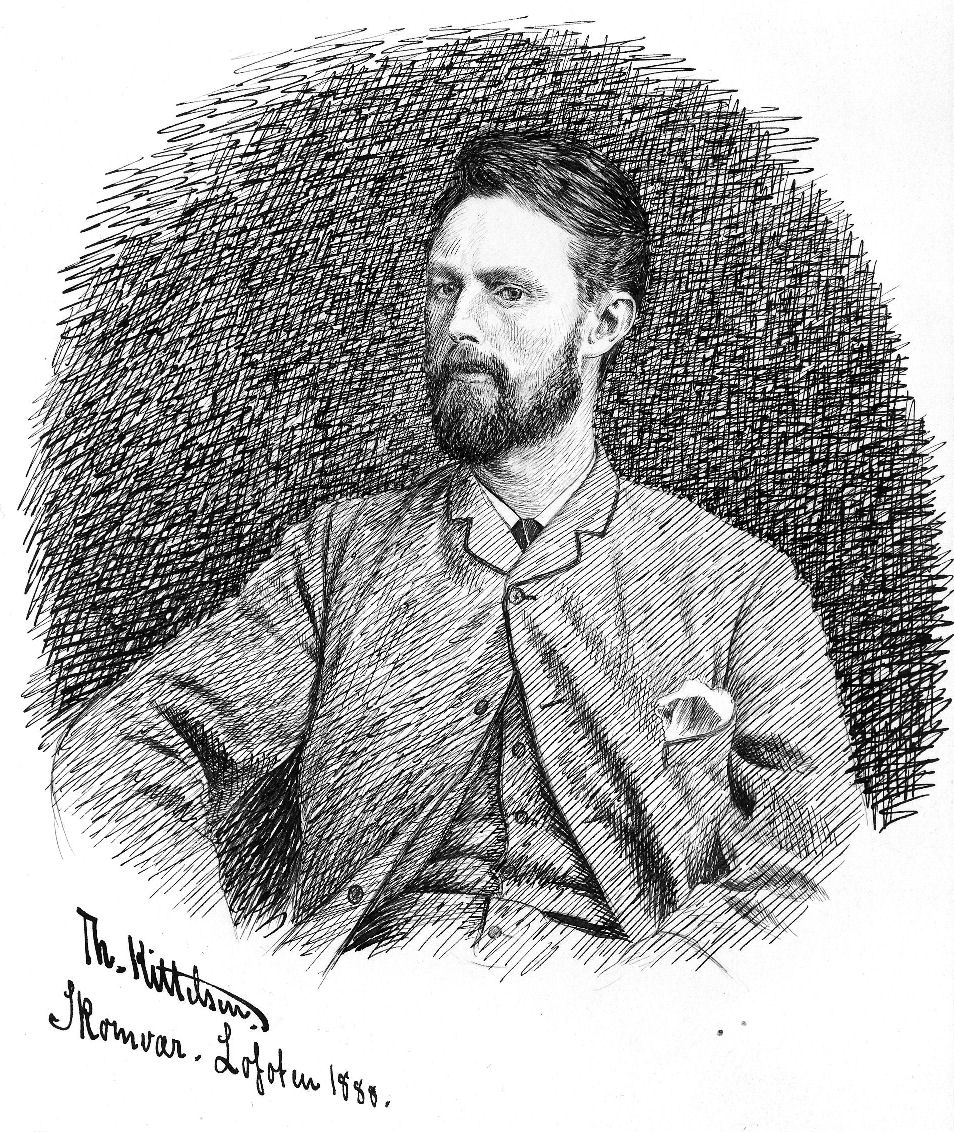
Självporträtt 1888
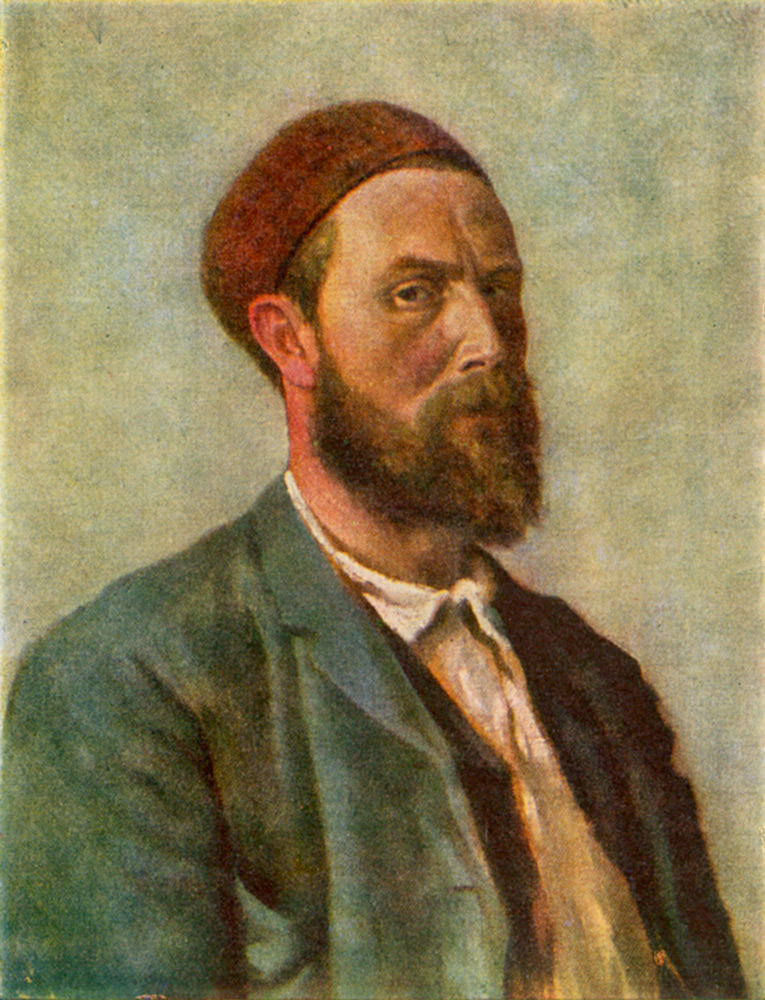
Självporträtt 1891
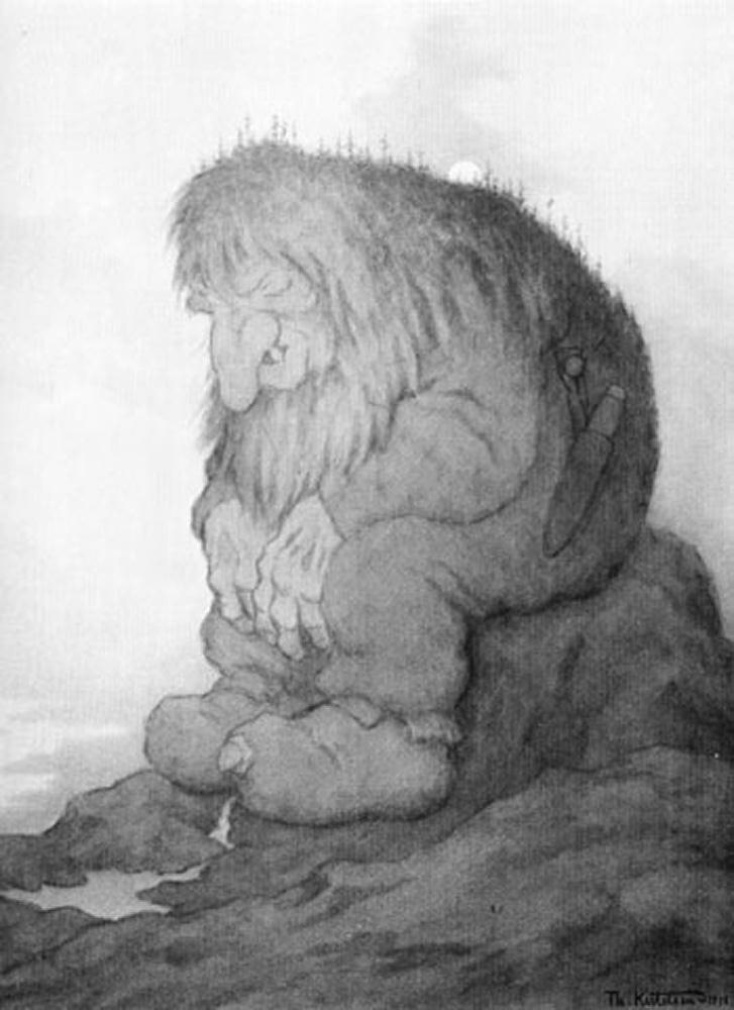
Trollet som grunner på hvor gammelt det er, 1911
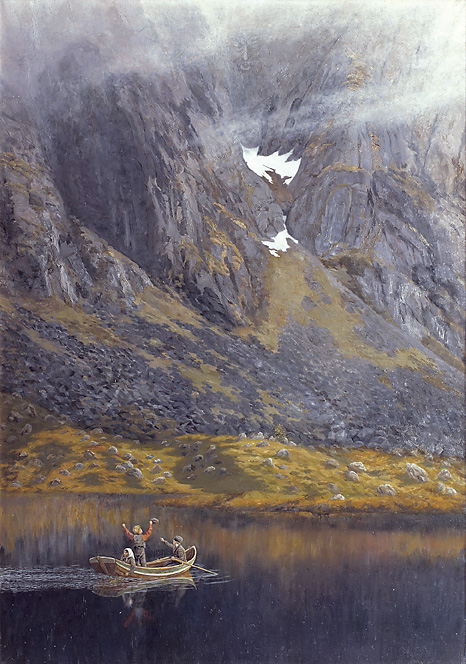
Ekko, oljemaleri, 1888
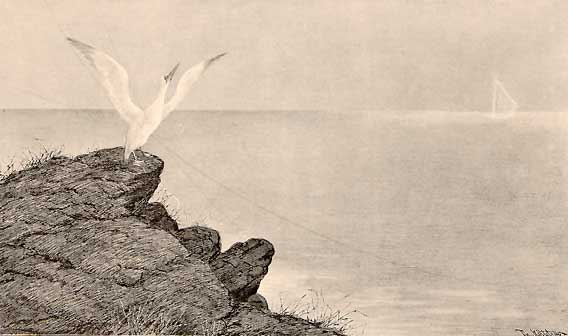
Æolsharpen, 1888
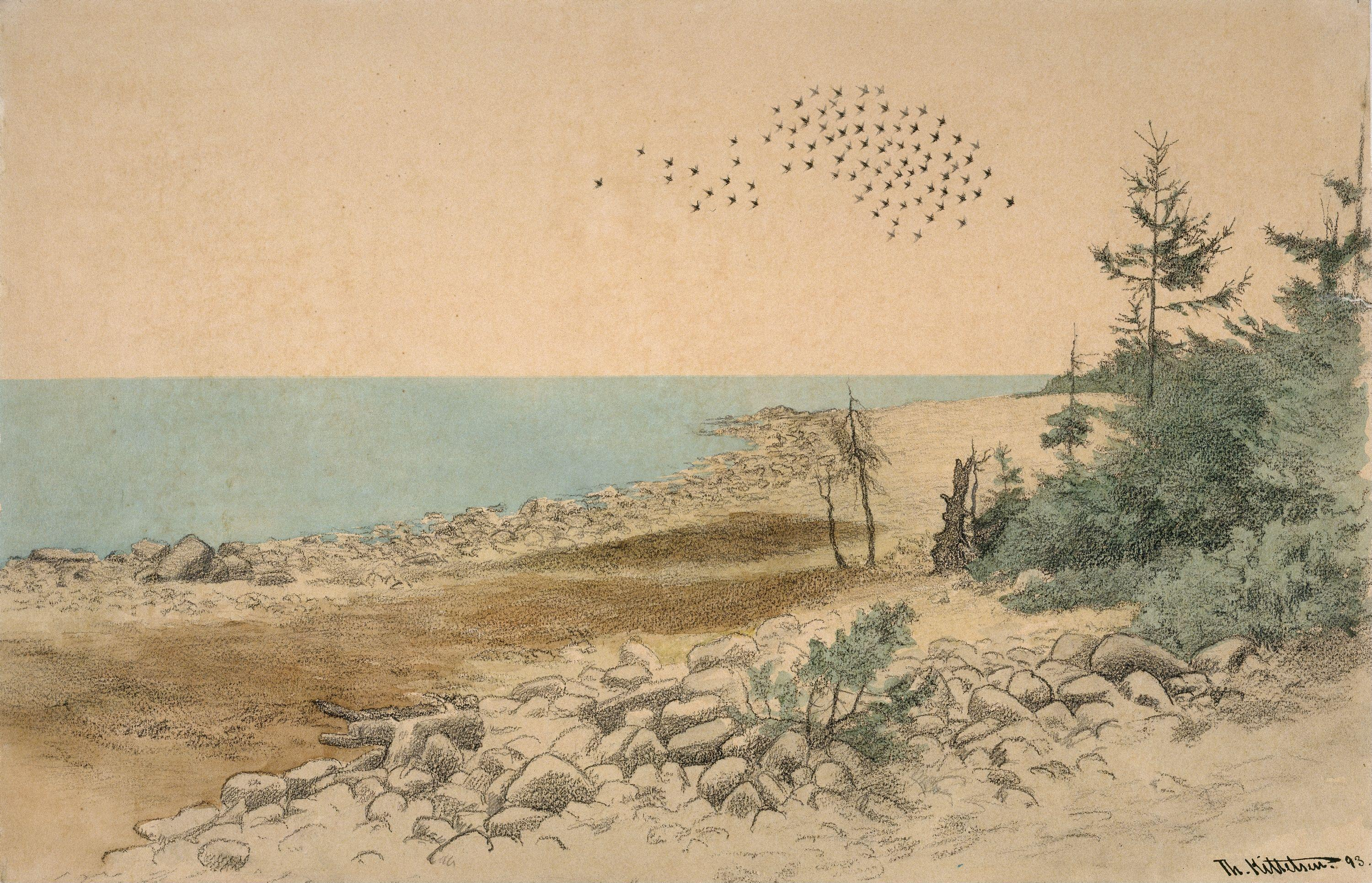
Jomfruland. 1893
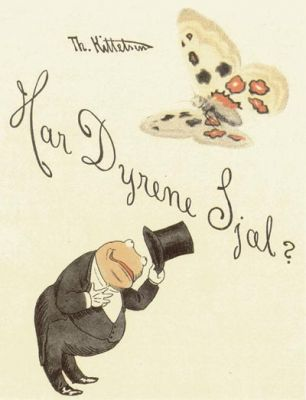
Omslag till Har dyrene sjel?, 1893
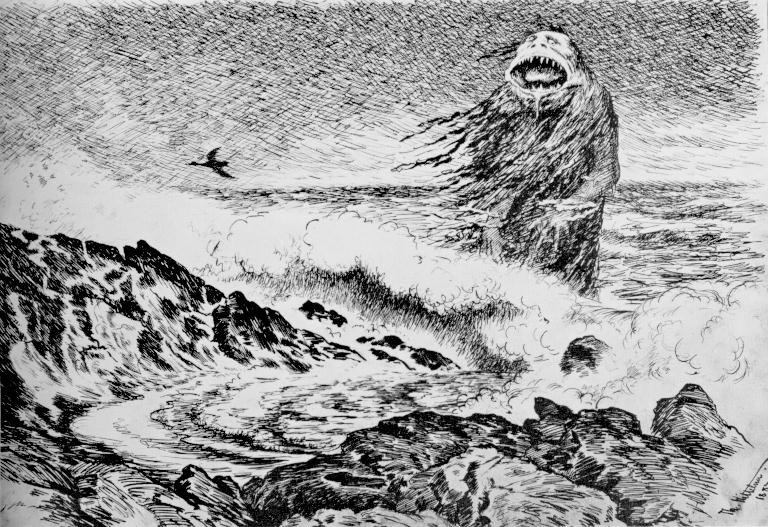
Sjøtrollet
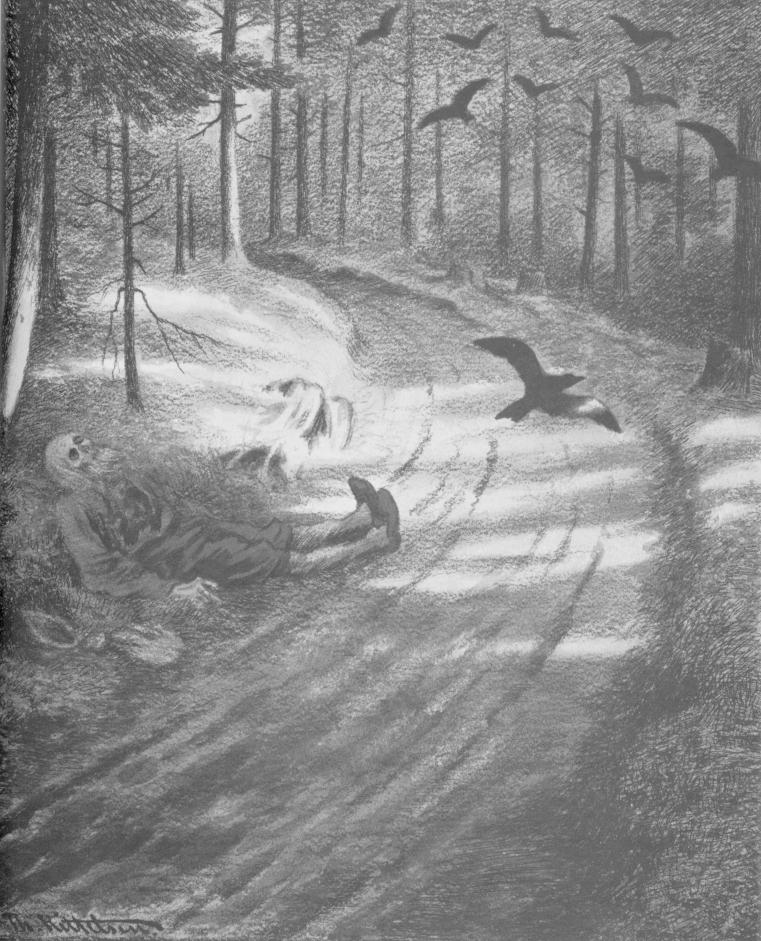
Fattigmannen
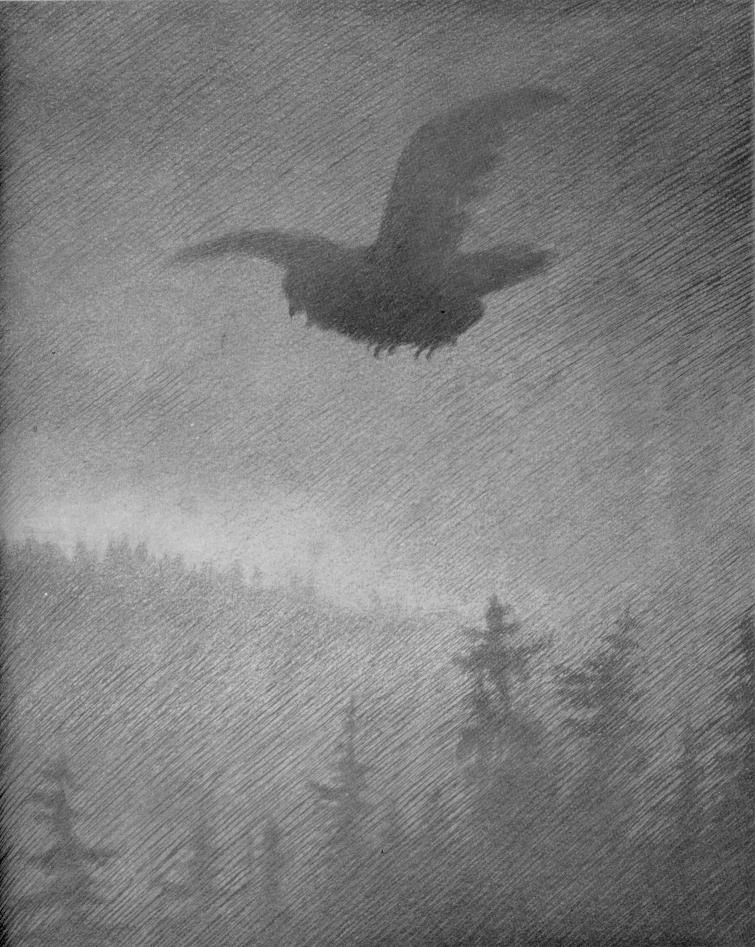
Pesta Kommer
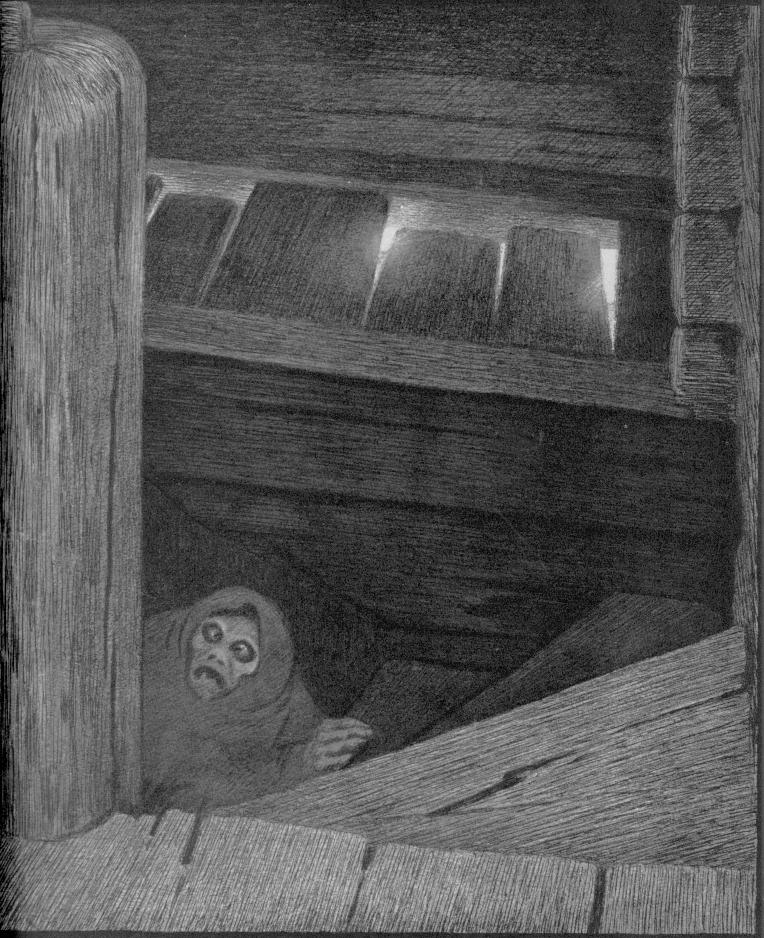
Pesta i trappen
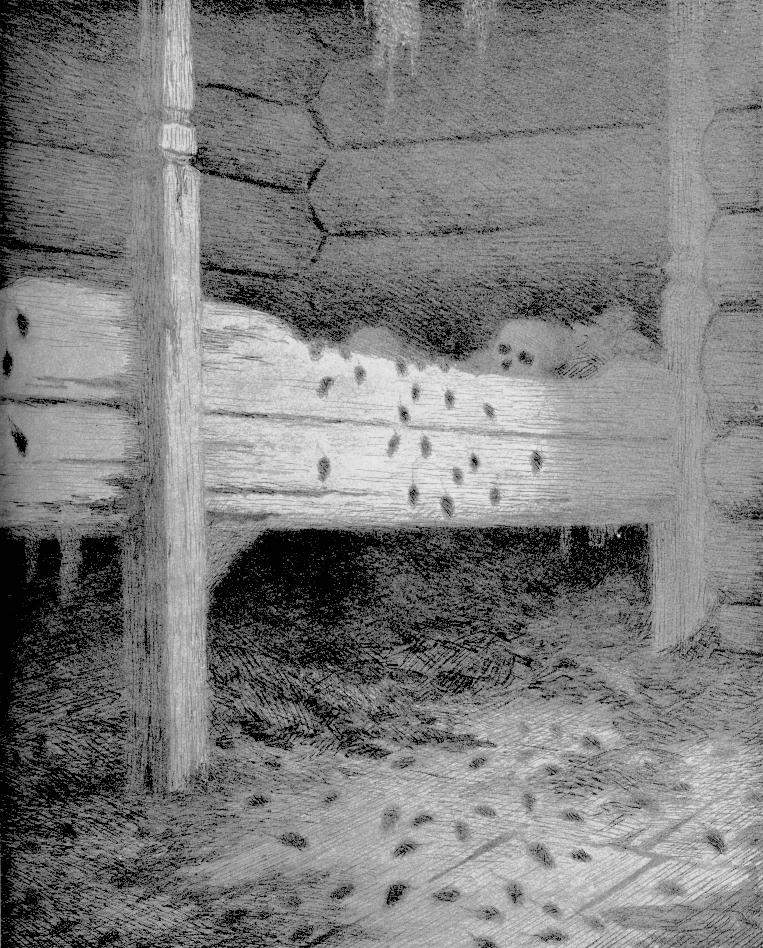
Musstad
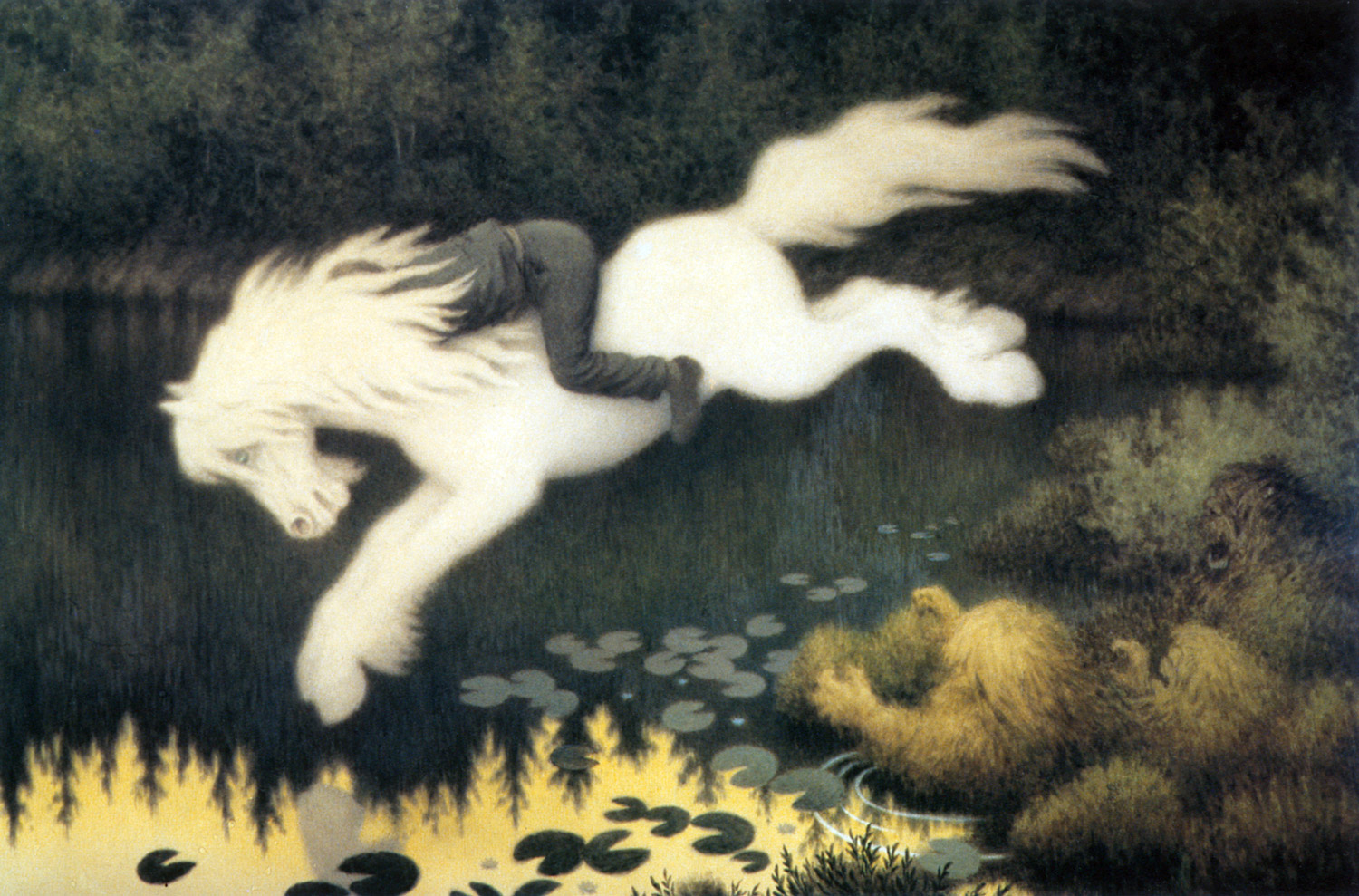
Gutt på hvit hest.